# 脳内活性!クイズファクトリー
『脳内活性!クイズファクトリー』（のうないかっせい クイズファクトリー）は、2006年7月3日（7月4日未明）から同年9月25日（9月26日未明）まで関西テレビで放送されていた関西ローカルのクイズ番組である。全13回。放送時間は毎週月曜 24:35 - 25:05 （火曜 0:35 - 1:05）、初回のみ25:05 - 25:35に放送。司会はフリーアナウンサーの宮根誠司。

## 概要
「毎回実験的な新しいクイズを作成」という触れ込みでスタートした実験的な深夜番組。
番組は始めから1クールで終了することが決まっており、番組公式サイトでも「1クール限定」と明記されていた。放送は1クールのみだったが、第1回目で実施した「アホカワ選手権」は雑誌・インターネットで一部話題となり、唯一4回にわたって行われた番組の名物企画となった。
レギュラー放送終了後の2007年1月1日（月曜） 24:45 - 26:00には、『脳内活性!クイズファクトリー新春SP 萌えるアホカワ美女祭』と題したスペシャル番組が放送された。

## 出演者

### 司会
- 宮根誠司

### ゲスト
- 円広志
- 高橋ジョージ
- くまきりあさ美
- 西川史子
- 森ちえみ
- 相澤仁美
- ばんことみ
- 木口亜矢
- 丸居沙矢香
- ほか

## 主な企画
- アホカワ選手権 - 倖田來未が引き起こした「エロカワ」現象に続けとばかりに、アホで可愛いアイドル「アホカワクイーン」を決定するためにアイドルが常識クイズで激突する。
- なるほど・ザ・オヤジワールド
- クイズ・イナバウアー
- 踊る大調査線
- マネルクイズ アタック36（2006年7月31日） - 『パネルクイズ アタック25』のパロディ企画で、児玉清のモノマネでおなじみになった博多華丸が司会を務めた。2組の回答者がクイズで6×6（36面）のリバーシゲームの陣地を奪い合う。出題は実際に『アタック25』で問題を読み上げていた豊島美雪が行い、盤上のリバーシの駒の移動は相方の博多大吉が行った。
- 平成芸能委員会
- ほか

## 歴代アホカワクイーン
- 初代 くまきりあさ美（ホリプロ）
- 2,3,4代目 丸居沙矢香（プラチナムプロダクション）
- ファイナル 森ちえみ（ホリプロ大阪）
- 新春スペシャル 木下優樹菜（プラチナムプロダクション）

## ナレーター
- 藤田勇児

## スタッフ
- 構成：鹿島我、根宜利彰、杉森敏博
- リサーチ：寺前富雄、貝島純一
- TD（テクニカルディレクター）：松田茂
- CAM（カメラマン）：中居龍紀
- 音声：永田誠
- 照明：中島啓、大阪共立
- VTR編集：古賀喜和
- MA・効果：西原長治
- タイトル：溜池尚毅
- 美術：岡崎忠司
- 美術進行：建部英毅（通称：ヒデキング☆）
- 大道具：山本達雄
- 装飾：森仁美
- 電飾：増本正寿
- メイク：パウダー
- 広報：大西千絵
- 制作デスク：山上和恵、石田さゆり
- ディレクター：川元敦雄、宮内宏輔、井上孝、薄井太介、脇田直樹
- プロデューサー：中澤健吾
- スタッフ協力：BOY'S、D-クラッチ.、テレコープ
- 制作著作：関西テレビ